# ترمه (مجموعه تلویزیونی)
ترمه یک مجموعه تلویزیونی محصول سال ۱۳۸۷ به کارگردانی بهروز خلجی، نویسندگی محمد تیموری و تهیه‌کنندگی احمد فتوحی می‌باشد که از شبکه دو پخش شد. این مجموعه در ۱۳ قسمت ۴۵ دقیقه‌ای به لهجه یزدی در شبکه تابان تهی شد
ترمه، داستان خانواده یکی از ترمه‌بافان معروف یزدی است که اعضای خانواده‌اش پس از فوت پدرشان بر سر ادامه دادن یا ندادن شغل و حرفه او با یکدیگر اختلاف پیدا می‌کنند. ترمه دختر کوچک خانواده با اصرار بر ادامه دادن کار موروثی و شغل پدرش با مشکلاتی روبه‌رو می‌شود…

## بازیگران
- پویا امینی در نقش بردیا
- سمیه دلیانی در نقش محسن
- محمدرضا شجریان در نقش عموی ترمه
- ملیحه خوشنام در نقش ترمه
- مهدی قانع در نقش محسن برادر ترمه
- مهوش صبرکندر نقش مادر ترمه

ژانر:عاشقانه-اجتماعی